# Aarne Reini
Aarne Eemeli Reini (ur. 6 sierpnia 1906 w Vaasa, zm. 23 lutego 1974 tamże) – fiński zapaśnik, medalista olimpijski i dwukrotny mistrz Europy.

## Życiorys
Walczył w stylu klasycznym, zwykle w wadze lekkiej (do 66 kg), jednak największy sukces odniósł w wadze piórkowej (do 61 kg). Na igrzyskach olimpijskich w 1932 w Los Angeles wystąpił w wadze lekkiej. Pokonał Silvio Tozziiego z Włoch, a następnie przegrał z Erikiem Malmbergiem ze Szwecji i Eduardem Sperlingiem z Niemiec i odpadł w turnieju (został sklasyfikowany na 4.–5. miejscu).
Zdobył złoty medal w wadze lekkiej na mistrzostwach Europy w 1933 w Helsinkach, wyprzedzając Einara Karlssona ze Szwecji i Arilda Dahla z Danii. Powtórzył ten sukces na kolejnych mistrzostwach Europy w 1934 w Rzymie, tym razem przed  Abrahamem Kurlandem z Danii i Karlssonem.
Na igrzyskach olimpijskich w 1936 w Berlinie wystąpił w wadze piórkowej, gdyż w wadze lekkiej startował jego główny fiński rywal Lauri Koskela. Kolejno: wygrał z Erichem Fincsusem z Austrii i Eugène Kracherem z Francji, przegrał z Sebastianem Heringiem z Niemiec, miał wolny los, pokonał Iona Horvatha z Rumunii, Yaşara Erkana z Turcji i Karlssona, zdobywając srebrny medal.